# Kurt Gerber

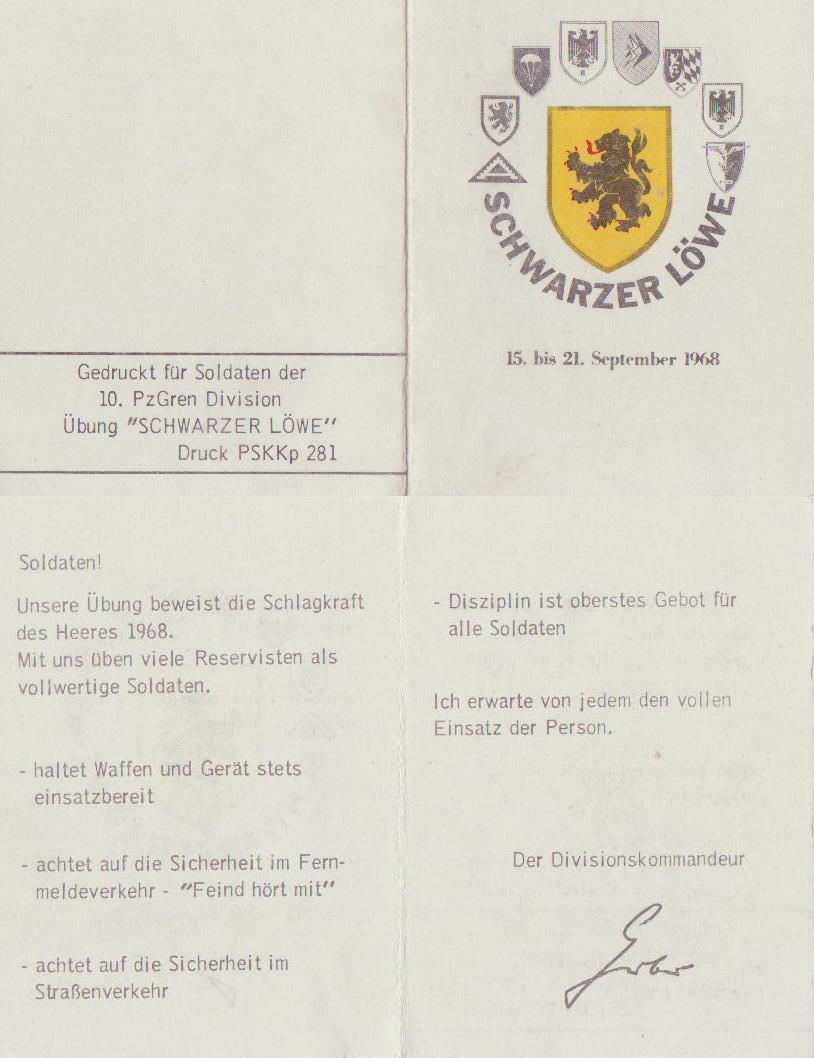
Aufruf von Divisionskommandeur Gerber zum Manöver „Schwarzer Löwe“.

Kurt Heinz Gerber (* 10. Januar 1913 in Mannheim; † 27. März 1984 in Sigmaringen) war ein Offizier des Heeres der Reichswehr, Wehrmacht sowie Bundeswehr und zuletzt Generalmajor.

## Leben
Gerber war Sohn eines badischen Forstmeisters. Er absolvierte in Mosbach das Abitur und trat in Konstanz 1932 als Offizieranwärter in das 14. (Badisches) Infanterie-Regiment der Reichswehr ein. Nach dem Besuch der Kriegsschule in Dresden wurde er 1934 zum Leutnant befördert, als er im Infanterieregiment 35 in Tübingen diente, anfangs als Zugführer, später als Kompaniechef. 1939 wurde er als Oberleutnant Regimentsadjutant.
Während des Zweiten Weltkriegs nahm Gerber 1940 als Hauptmann am Westfeldzug teil. Im Jahr darauf nahm er am Krieg gegen die Sowjetunion teil und wurde im Herbst 1941 verwundet. Ab 1942 diente er im Oberkommando des Heeres als Generalstabsoffizier. 1943 wurde er zur 78. Infanterie-Division an die Ostfront versetzt, wo er als Zweiter und dann als Erster Generalstabsoffizier tätig war. Am 20. Februar 1944 übernahm er die Dienststellung des Ersten Generalstabsoffiziers, später des Chef des Generalstabs des LXVII. Armeekorps und wurde im März 1945 bis Kriegsende Chef des Generalstabs des XVIII. Gebirgskorps. 1945 geriet er in französische und US-amerikanische Kriegsgefangenschaft, aus der er Ende 1947 entlassen wurde.
1953 wurde Gerber in der Dienststelle Blank tätig und von dieser als G3 (Org) Heer und Teil der Deutschen Delegation zu den Verhandlungen über die Europäische Verteidigungsgemeinschaft entsandt. 1955 beriet er die NATO-Delegation in Paris und wurde im August 1959 erster Brigadekommandeur der Panzergrenadierbrigade 29 in Pfullendorf. 1961 erfolgte die Ernennung zum Brigadegeneral. In seiner bis September 1962 dauernden Kommandozeit verlegte die Brigade nach Sigmaringen. Gerber war in der Spiegel-Affäre als Gutachter zur Frage der Geheimhaltungsbedürftigkeit der veröffentlichten Informationen beauftragt worden. Von Oktober 1962 bis September 1964 war er Kommandeur der Kampftruppenschule 1 in Hammelburg, der heutigen Infanterieschule. Von 1. Januar 1965 bis zum 30. September 1968 führte er die 10. Panzergrenadierdivision in Sigmaringen, die als 10. Panzerdivision noch heute als eine von drei Divisionen des Heeres am Standort Veitshöchheim besteht. 1965 erfolgte die Ernennung zum Generalmajor. Vom Oktober 1968 bis März 1972 war er Befehlshaber im Wehrbereich V in Stuttgart.

## Auszeichnungen
- Verwundetenabzeichen in Silber (8. September 1941)
- Deutsches Kreuz in Gold (6. Januar 1945)
- Großes Verdienstkreuz des Verdienstordens der Bundesrepublik Deutschland (10. Januar 1971)